# Brian G. Hutton
Brian Geoffrey Hutton (1. januar 1935 i New York City, New York, USA - 19. august 2014 i Los Angeles) var en amerikansk filminstruktør. 
Han begyndte som skuespiller, og medvirkede i en række forskellige fjernsynsserier i 1950- og 1960'erne. Hutton instruerede sin første film i 1965. Han opnåede stor publikumssucces med den populistiske krigsfilm Where Eagles Dare (Ørneborgen, 1968), som var baseret på en bog af Alistair MacLean og havde Richard Burton og Clint Eastwood i hovedrollerne. En kassesucces blev også den ellevilde krigskomedie Kelly's Heroes (Kellys helte, 1970), som var henlagt til 2. verdenskrig men havde mere med 1960'ernes antiautoritære strømninger at gøre end 1940'erne. På rollelisten var bl.a. Clint Eastwood, Telly Savalas og Donald Sutherland. Mørkere er thrilleren Night Watch (1973) med Elizabeth Taylor og Laurence Harvey og kriminalfilmen The First Deadly Sin (Øksemorder jages, 1980) med Frank Sinatra som efterforsker. Hutton trak sig tilbage fra alt filmarbejde i 1985 for at etablere et rørlæggerfirma i Los Angeles.